# Poule D de la Coupe du monde de rugby à XV 2011
La poule D de la Coupe du monde de rugby à XV 2011, qui se dispute en Nouvelle-Zélande du 9 septembre au 3 octobre 2011, comprend cinq équipes dont les deux premières se qualifient pour les quarts de finale de la compétition. Conformément au tirage au sort effectué le 1er décembre 2008 à Londres, les équipes d'Afrique du Sud, de Galles, des Samoa, des Fidji et de Namibie composent cette poule. Le premier de ce groupe affronte le second de la Poule C et le deuxième de ce groupe affronte le premier de la Poule C.
Le groupe le plus relevé de la compétition a tenu ses promesses. L'Afrique du Sud sort sans encombre au prix d'un concours de circonstances plus que favorable. Elle profite notamment, lors de son premier match, d'une pénalité galloise refusée  alors que le ballon est passé entre les poteaux (17-16). Ensuite, elle bénéficie d'un arbitrage très favorable  lors de sa dernière rencontre face au Samoa (13-5). En quart de finale, elle rencontre l'Australie. L'équipe de Galles, malgré sa deuxième place, ressort comme la meilleure formation de cette poule. Les Gallois affrontent leurs voisins Irlandais en quart de finale. Les Samoa terminent troisièmes et se qualifient pour la prochaine Coupe du monde (2015). Les Samoans ressortent comme la meilleure nation du Pacifique du tournoi , ils ont montré des progrès intéressants, contrairement aux Fidji décevants. La Namibie attend toujours sa première victoire dans un tournoi mondial.

## Classement
| Rang | Pays           | J | V | N | D | Em | Ee | Bo | Bd | Pm  | Pe  | Diff | Pts |
| ---- | -------------- | - | - | - | - | -- | -- | -- | -- | --- | --- | ---- | --- |
| 1    | Afrique du Sud | 4 | 4 | 0 | 0 | 21 | 2  | 2  | 0  | 166 | 24  | +142 | 18  |
| 2    | Pays de Galles | 4 | 3 | 0 | 1 | 23 | 4  | 2  | 1  | 180 | 34  | +146 | 15  |
| 3    | Samoa          | 4 | 2 | 0 | 2 | 10 | 5  | 1  | 1  | 91  | 49  | +42  | 10  |
| 4    | Fidji          | 4 | 1 | 0 | 3 | 7  | 19 | 1  | 0  | 59  | 167 | -108 | 5   |
| 5    | Namibie        | 4 | 0 | 0 | 4 | 5  | 36 | 0  | 0  | 44  | 266 | -222 | 0   |

|  | Qualifiés pour les quarts de finale (no 1, no 2). |

Attribution des points : victoire : 4, match nul : 2, défaite : 0, forfait : -2 ; plus les bonus (offensif : 4 essais marqués ou plus ; défensif : défaite par 7 points d'écart ou moins).
Règles de classement : 1. résultat du match de poule entre les deux équipes ; 2. différence de points ; 3. différence d'essais ; 4. nombre de points marqués ; 5. nombre d'essais marqués ; 6. rang au classement IRB en date du 3 octobre 2011.

## Les matchs

### Fidji - Namibie
(mt : 32 - 15)
Homme du match : Vereniki Goneva 
Points marqués :
- Fidji : 6 essais de Goneva (5e, 19e, 40e, 51e), Nakarawa (18e), Nalaga (77e), 5 transformations de Bai (6e, 18e, 40e, 52e, 77e) et 3 pénalités de Baikeinuku (16e, 24e, 74e)
- Namibie : 2 essais de Koll (42e), Botha (56e), 2 pénalités de Kotze (3e, 36e) et 3 drops de Kotze (10e, 12e, 14e)

Évolution du score : 0-3, 7-3, 7-6, 7-9, 7-12, 10-12, 17-12, 22-12, 25-12, 25-15, 32-15, 32-20, 39-20, 39-25, 46-25, 49-25
Arbitre : Nigel Owens 
Résumé
| Fidji · Titulaires · Kini Murimurivalu 15 · 5e 19e 40e 51e 78e Vereniki Goneva 14 · 54e Gabiriele Lovobalavu 13 · Seremaia Bai 12 · 77e Napolioni Nalaga 11 · Waisea Luveniyali 10 · 58e Nemia Kenatale 9 · 55e Netani Talei 8 · Malakai Ravulo 7 · Dominiko Waqaniburotu 6 · 74e Wame Lewaravu 5 · 18e Leone Nakarawa 4 · (cap.) Deacon Manu 3 · 50e Viliame Veikoso 2 · 64e Campese Ma'afu 1 · Remplaçants · 50e Sunia Koto 16 · 64e Waisea Nailago 17 · 74e Sekonaia Kalou 18 · 55e Akapusi Qera 19 · 58e Vitori Buatava 20 · 54e Albert Vulivuli 21 · 78e Iliesa Keresoni 22 · Entraîneur · Sam Domoni |  | Namibie · Titulaires · 15 Chrysander Botha 56e · 14 Danie Dames · 13 Danie van Wyk · 12 Piet van Zyl · 11 Conrad Marais 69e · 10 Theuns Kotze 78e · 9 Eugene Jantjies 69e · 8 Jacques Nieuwenhuis · 7 Jacques Burger (cap.) · 6 Tinus du Plessis 47e · 5 Nico Esterhuize 53e · 4 Heinz Koll 42e · 3 Raoul Larson · 2 Hugo Horn 53e · 1 Johnny Redelinghuys · Remplaçants · 16 Bertus O'Callaghan 53e · 17 Jane du Toit · 18 Pieter-Jan van Lill 53e · 19 Rohan Kitshoff 47e · 20 Ryan de la Harpe 69e · 21 Darryl de la Harpe 69e · 22 Llewellyn Winckler 78e · Entraîneur · Johan Diergaardt |

### Afrique du Sud - Galles
(mt : 10 - 6)
Homme du match : Sam Warburton 
Points marqués :
- Afrique du Sud : 2 essais de F. Steyn (4e), Hougaard (64e), 2 transformations de M. Steyn (4e, 64e) et 1 pénalité de M. Steyn (19e)
- Pays de Galles : 1 essai de Faletau (55e), 1 transformation de Hook (55e) et 3 pénalités de Hook (10e, 31e, 50e)

Évolution du score : 7-0, 7-3, 10-3, 10-6, 10-9, 10-16, 17-16
Arbitre : Wayne Barnes 
Résumé
| Afrique du Sud · Titulaires · 4e François Steyn 15 · JP Pietersen 14 · Jaque Fourie 13 · 24e Jean de Villiers 12 · 61e Bryan Habana 11 · Morné Steyn 10 · Fourie du Preez 9 · 57e Pierre Spies 8 · Schalk Burger 7 · Heinrich Brüssow 6 · 44e Victor Matfield 5 · Danie Rossouw 4 · Jannie du Plessis 3 · 57e (cap.) John Smit 2 · 54e Tendai Mtawarira 1 · Remplaçants · 57e Bismarck du Plessis 16 · 54e Gurthrö Steenkamp 17 · CJ van der Linde 18 · 44e Johann Muller 19 · 57e Willem Alberts 20 · 61e 64e Francois Hougaard 21 · 24e Butch James 22 · Entraîneur · Peter de Villiers |  | Pays de Galles · Titulaires · 15 James Hook · 14 George North · 13 Jonathan Davies · 12 Jamie Roberts · 11 Shane Williams · 10 Rhys Priestland · 9 Michael Phillips · 8 Toby Faletau 55e · 7 Sam Warburton (cap.) · 6 Dan Lydiate · 5 Alun Wyn Jones · 4 Luke Charteris · 3 Adam Jones 66e · 2 Huw Bennett · 1 Paul James · Remplaçants · 16 Lloyd Burns · 17 Ryan Bevington · 18 Bradley Davies 66e · 19 Andy Powell · 20 Tavis Knoyle · 21 Scott Williams · 22 Leigh Halfpenny · Entraîneur · Warren Gatland |

### Samoa - Namibie
(mt : 25 - 0)
Homme du match : George Stowers 
Points marqués :
- Samoa : 6 essais de Fotuali'i (1re), Tuilagi (17e, 35e, 55e), Williams (59e), de pénalité (71e), 5 transformations de T. Pisi (3e, 18e), Williams (55e, 60e, 71e) et 3 pénalité de T. Pisi (10e, 24e), Williams (52e)
- Namibie : 2 essais de Van Wyk (63e), Kotze (70e), 1 transformation de Kotze (71e)

Évolution du score : 7-0, 10-0, 17-0, 20-0, 25-0, 28-0, 35-0, 42-0, 42-5, 49-5, 49-12
Arbitre : Romain Poite 
Résumé
| Samoa · Titulaires · 40e à 50e 59e Paul Williams 15 · Sailosi Tagicakibau 14 · George Pisi 13 · 50e Seilala Mapusua 12 · 18e 34e 54e Alesana Tuilagi 11 · 28e Tusi Pisi 10 · 2e 50e Kahn Fotuali'i 9 · George Stowers 8 · Maurie Fa'asavalu 7 · 29e Taiasina Tuifua 6 · 62e Kane Thompson 5 · Daniel Leo 4 · 63e Anthony Perenise 3 · 57e (cap.) Mahonri Schwalger 2 · Sakaria Taulafo 1 · Remplaçants · 57e Ti'i Paulo 16 · 63e Census Johnston 17 · 62e Iosefa Tekori 18 · 29e Ofisa Treviranus 19 · 50e Augustino Poluleuligaga 20 · 50e Eliota Fuimaono-Sapolu 21 · 28e Tasesa Lavea 22 · Entraîneur · Fuimaono Tafua |  | Namibie · Titulaires · 15 Chrysander Botha · 14 Danie Dames · 13 Danie van Wyk 51' à 56' 63e · 12 Piet van Zyl · 11 Llewellyn Winkler · 10 Theuns Kotze 78e · 9 Eugene Jantjies · 8 Pieter-Jan van Lill 67e · 7 Jacques Burger (cap.) · 6 Rohan Kitshoff 66e à 76e · 5 Hendrik Franken 50e · 4 Heinz Koll · 3 Raoul Larson 75e · 2 Hugo Horn 60e · 1 Johnny Redelinghuys 60e 75e · Remplaçants · 16 Egbertus O'Callaghan 60e · 17 Jane du Toit 60e · 18 Nico Esterhuyse 50e 56' à 67' · 19 Renaud Van Neel 56e · 20 Ryan de la Harpe · 21 Darryl de la Harpe 51e 56e · 22 Tertius Losper · Entraîneur · Johan Diergaardt |

### Afrique du Sud - Fidji
(mt : 21 - 3)
Homme du match : Danie Rossouw 
Points marqués :
- Afrique du Sud : 6 essais de Steenkamp (26e), Fourie (33e), F. Steyn (47e), M. Steyn (61e), Mtawarira (68e), Rossouw (75e), 5 transformations de M. Steyn (26e, 48e, 63e, 70e, 76e) et 3 pénalités de F. Steyn (11e), M. Steyn (29e, 40e)
- Fidji : 1 pénalité de Bai (21e)

Évolution du score : 0-3, 3-3, 10-3, 13-3, 18-3, 21-3, 28-3, 35-3, 42-3, 49-3 
Arbitre : Romain Poite 
Résumé
| Afrique du Sud · Titulaires · Patrick Lambie 15 · 53e Odwa Ndungane 14 · 35e 70e Jaque Fourie 13 · 49e François Steyn 12 · JP Pietersen 11 · 63e Morné Steyn 10 · 70e Fourie du Preez 9 · Pierre Spies 8 · Schalk Burger 7 · Heinrich Brüssow 6 · 76e Danie Rossouw 5 · 40e Bakkies Botha 4 · 80e Jannie du Plessis 3 · 53e 80e (cap.) John Smit 2 · 26e 63e Gurthrö Steenkamp 1 · Remplaçants · 53e Bismarck du Plessis 16 · 63e 70e Tendai Mtawarira 17 · 46e 56e Francois Louw 18 · 40e 46e 56e Willem Alberts 19 · 53e Francois Hougaard 20 · 70e Ruan Pienaar 21 · 70e Juan de Jongh 22 · Entraîneur · Peter de Villiers |  | Fidji · Titulaires · 15 Kini Murimurivalu · 14 Vereniki Goneva · 13 Gabiriele Lovobalavu · 12 Seremaia Bai 74e · 11 Napolioni Nalaga · 10 Waisea Luveniyali 64e · 9 Nemia Kenatale 53e · 8 Sakiusa Matadigo 50e · 7 Akapusi Qera · 6 Dominiko Waqaniburotu · 5 Wame Lewaravu 73e · 4 Leone Nakarawa · 3 Deacon Manu (cap.) 71e · 2 Sunia Koto 64e · 1 Campese Ma'afu · Remplaçants · 16 Talemaitoga Tuapati 64e · 17 Waisea Nailago 71e · 18 Netani Talei 73e · 19 Sisa Koyamaibole 50e · 20 Vitori Buatava 53e · 21 Nicky Little 64e · 22 Ravai Fatiaki 74e · Entraîneur · Sam Domoni |

### Galles - Samoa
(mt : 6 - 10)
Homme du match : Alun Wyn Jones 
Points marqués :
- Pays de Galles : 1 essai de S. Williams (67e) et 3 pénalités de Hook 2 (11e), (26e), Priestland 2 (42e), (65e)
- Samoa : 1 essai de Perenise (40e), 1 transformation de Williams (40e) et une pénalité de Williams (19e)

Évolution du score : 3-0, 3-3, 6-3, 6-10, 9-10, 12-10, 17-10
Arbitre : Alain Rolland 
Résumé
| Pays de Galles · Titulaires · 40e James Hook 15 · George North 14 · Jonathan Davies 13 · Jamie Roberts 12 · 66e Shane Williams 11 · Rhys Priestland 10 · Michael Phillips 9 · Toby Faletau 8 · (cap.) Sam Warburton 7 · 9e Dan Lydiate 6 · 68e Alun Wyn Jones 5 · Luke Charteris 4 · Adam Jones 3 · 61e Huw Bennett 2 · 61e Paul James 1 · Remplaçants · 61e Lloyd Burns 16 · 61e Gethin Jenkins 17 · 68e Bradley Davies 18 · 9e Andy Powell 19 · Tavis Knoyle 20 · Scott Williams 21 · 40e Leigh Halfpenny 22 · Entraîneur · Warren Gatland |  | Samoa · Titulaires · 15 Paul Williams · 14 Sailosi Tagicakibau 55e · 13 George Pisi · 12 Seilala Mapusua 69e · 11 Alesana Tuilagi · 10 Tasesa Lavea 68e · 9 Kahn Fotuali'i · 8 George Stowers · 7 Maurie Fa'asavalu · 6 Ofisa Treviranus 76e · 5 Kane Thompson · 4 Daniel Leo 68e · 3 Anthony Perenise 40e 69e · 2 Mahonri Schwalger (cap.) 72e · 1 Sakaria Taulafo · Remplaçants · 16 Ti'i Paulo 72e · 17 Census Johnston 69e · 18 Iosefa Tekori 68e · 19 Manaia Salavea 76e · 20 Jeremy Su'a 68e · 21 Eliota Fuimaono-Sapolu 69e · 22 James So'oialo 55e · Entraîneur · Fuimaono Tafua |

### Afrique du Sud - Namibie
(mt :  31 - 0)
Homme du match : Willem Alberts 
Points marqués :
- Afrique du Sud : 12 essais de Aplon (7e, 64e), Habana (22e), de pénalité (30e), Fourie (37e), F. Steyn (48e), M. Steyn (60e), De Jongh (63e, 71e), Hougaard (65e, 80e), Rossouw (77e), 12 transformations de M. Steyn (8e, 23e, 31e, 38e, 49e, 61e), Pienaar (64e, 65e, 66e, 72e, 78e, 80e) et 1 pénalité de M. Steyn (5e)
- Namibie : -

Évolution du score : 3-0, 10-0, 17-0, 24-0, 31-0, 38-0, 45-0, 52-0, 59-0, 66-0, 73-0, 80-0, 87-0
Arbitre : George Clancy 
Résumé
| Afrique du Sud · Titulaires · Patrick Lambie 15 · 7e 66e Gio Aplon 14 · 39e Jaque Fourie 13 · 49e 61e François Steyn 12 · 22e 61e Bryan Habana 11 · 60e 62e Morné Steyn 10 · 68e 80e Francois Hougaard 9 · 79e Pierre Spies 8 · 27' à 31' Schalk Burger 7 · Willem Alberts 6 · 78e Danie Rossouw 5 · 50e Bakkies Botha 4 · 50e CJ van der Linde 3 · (cap.) John Smit 2 · 61e Gurthrö Steenkamp 1 · Remplaçants · 50e Chiliboy Ralepelle 16 · 61e Tendai Mtawarira 17 · 50e 31e 27e Francois Louw 18 · 79e Heinrich Brüssow 19 · 61e Fourie du Preez 20 · 62e Ruan Pienaar 21 · 61e 63e 71e Juan de Jongh 22 · Entraîneur · Peter de Villiers |  | Namibie · Titulaires · 15 Chrysander Botha · 14 Danie Dames 66e · 13 Danie van Wyk · 12 Piet van Zyl · 11 Heini Bock 46e · 10 Theuns Kotze · 9 Eugene Jantjies 70e · 8 Jacques Nieuwenhuis 55e · 7 Jacques Burger (cap.) · 6 Tinus du Plessis · 5 Nico Esterhuyse · 4 Heinz Koll 54e · 3 Marius Visser 40e · 2 Egbertus O'Callaghan 43e · 1 Johnny Redelinghuys · Remplaçants · 16 Hugo Horn 43e · 17 Jane du Toit 40e · 18 Pieter-Jan van Lill 54e · 19 Rohan Kitshoff 55e · 20 Ryan de la Harpe 70e · 21 Darryl de la Harpe 66e · 22 Conrad Marais 46e · Entraîneur · Johan Diergaardt |

### Fidji - Samoa
(mt : 0 - 12)
Homme du match : Paul Williams 
Points marqués :
- Fidji : 1 essai de Talei (66e) et 1 transformation de Luveniyali (66e)
- Samoa : 2 essais de Fotuali'i (62e), Stowers (68e), 1 transformation de Williams (68e), 4 pénalités de T. Pisi (6e), (9e), (27e), (44e) et 1 drop de T. Pisi (12e)

Évolution du score : 0-3, 0-6, 0-9, 0-12, 0-15, 0-20, 7-20, 7,27
Arbitre : Bryce Lawrence 
Résumé
| Fidji · Titulaires · Kini Murimurivalu 15 · Vereniki Goneva 14 · Gabiriele Lovobalavu 13 · 64e Seremaia Bai 12 · Napolioni Nalaga 11 · 58e Nicky Little 10 · 61e Nemia Kenatale 9 · Sisa Koyamaibole 8 · 56e Malakai Ravulo 7 · 66e Netani Talei 6 · Leone Nakarawa 5 · 65e Sekonaia Kalou 4 · 68e (cap.) Deacon Manu 3 · 75e Sunia Koto 2 · Campese Ma'afu 1 · Remplaçants · 75e Talemaitoga Tuapati 16 · 68e Setefano Somoca 17 · 65e Rupeni Nasiga 18 · 56e Akapusi Qera 19 · 61e Vitori Buatava 20 · 64e Albert Vulivuli 21 · 58e Waisea Luveniyali 22 · Entraîneur · Sam Domoni |  | Samoa · Titulaires · 15 Paul Williams · 14 Sailosi Tagicakibau · 13 George Pisi 53e · 12 Seilala Mapusua · 11 Alesana Tuilagi · 10 Tusi Pisi 62e · 9 Kahn Fotuali'i 62e 65e · 8 George Stowers 68e · 7 Maurie Fa'asavalu 41e · 6 Taiasina Tuifua · 5 Kane Thompson 64e · 4 Daniel Leo · 3 Census Johnston 53e · 2 Mahonri Schwalger (cap.) 66e · 1 Sakaria Taulafo · Remplaçants · 16 Ti'i Paulo 66e · 17 Anthony Perenise 53e · 18 Filipo Levi 64e · 19 Manaia Salavea 65e · 20 Jeremy Su'a 62e · 21 Eliota Fuimaono-Sapolu 53e · 22 James So'oialo · Entraîneur · Fuimaono Tafua |

### Galles - Namibie
(mt : 22 - 0 )
Homme du match : Tinus du Plessis 
Points marqués :
- Pays de Galles : 12 essais de S. Williams (8e, 47e, 70e), Brew (13e),  Faletau (17e), Jenkins (50e), North (61e, 65e), J. Davies (62e), L. Williams (75e), Byrne (77e),  A. Jones (80e), 9 transformations de S. Jones (14e, 18e, 48e, 51e, 62e, 63e), Priestland (66e, 71e, 81e) et 1 pénalité de S. Jones (3e)
- Namibie : 1 essai de Koll (53e) et 1 transformation de Kotze (54e)

Évolution du score : 3-0, 8-0, 15-0, 22-0, 29-0, 36-0, 36-7, 43-7, 50-7, 57-7, 64-7, 69-7, 74-7, 81-7
Arbitre : Steve Walsh 
Résumé
| Pays de Galles · Titulaires · 77e Lee Byrne 15 · Leigh Halfpenny 14 · 62e Jonathan Davies 13 · 8e 47e 70e Scott Williams 12 · 13e 55e Aled Brew 11 · 63e Stephen Jones 10 · 58e Tavis Knoyle 9 · 17e Toby Faletau 8 · 49e Sam Warburton 7 · Ryan Jones 6 · 80e Alun Wyn Jones 5 · 57e Bradley Davies 4 · Craig Mitchell 3 · 61e Lloyd Burns 2 · 50e 61e Gethin Jenkins 1 · Remplaçants · 61e Ken Owens 16 · 61e Ryan Bevington 17 · 57e Luke Charteris 18 · 49e Andy Powell 19 · 75e 58e Lloyd Williams 20 · 63e Rhys Priestland 21 · 55e 61e 65e George North 22 · Entraîneur · Warren Gatland |  | Namibie · Titulaires · 15 Chrysander Botha · 14 Danie van Wyk · 13 Piet van Zyl · 12 Darryl de la Harpe 33e · 11 Danie Dames 57e · 10 Theuns Kotze 65e · 9 Eugene Jantjies · 8 Jacques Nieuwenhuis 59e · 7 Jacques Burger (cap.) · 6 Tinus du Plessis 71e · 5 Nico Esterhuyse · 4 Heinz Koll 53e 65e · 3 Jane du Toit · 2 Hugo Horn 65e · 1 Johnny Redelinghuys 21e 59e · Remplaçants · 16 Egbertus O'Callaghan 65e · 17 Raoul Larson 21e 59e à 69e · 18 Wacca Kazombiaze 65e · 19 Rohan Kitshoff 71e · 20 Ryan de la Harpe 65e · 21 Tertius Losper 57e · 22 David Philander 33e · Entraîneur · Johan Diergaardt |

### Afrique du Sud - Samoa
(mt : 13 - 0 )
Homme du match : Schalk Burger  Afrique du Sud
Points marqués :
- Afrique du Sud : 1 essai de Habana (9e), 1 transformation de M. Steyn (10e) et 2 pénalités de F. Steyn (25e), M. Steyn (27e),

- Samoa : 1 essai de Stowers (52e)

Évolution du score : 7-0, 10-0, 13-0, 13-5
Arbitre : Nigel Owens 
Résumé
| Afrique du Sud · Titulaires · Patrick Lambie 15 · JP Pietersen 14 · Jaque Fourie 13 · François Steyn 12 · 9e 47e Bryan Habana 11 · Morné Steyn 10 · Fourie du Preez 9 · 61e Pierre Spies 8 · Schalk Burger 7 · 51' à 56' Heinrich Brüssow 6 · (cap.) Victor Matfield 5 · 51e Danie Rossouw 4 · Jannie du Plessis 3 · 69e Bismarck du Plessis 2 · 62e Tendai Mtawarira 1 · Remplaçants · 69e 71e à 81eJohn Smit 16 · 62e Gurthrö Steenkamp 17 · CJ van der Linde 18 · 51e 56e 61e Willem Alberts 19 · Francois Louw 20 · 47e 51e Francois Hougaard 21 · 51e Jean de Villiers 22 · Entraîneur · Peter de Villiers |  | Samoa · Titulaires · 15 Paul Williams 70e · 14 David Lemi · 13 Seilala Mapusua · 12 Eliota Fuimaono-Sapolu · 11 Alesana Tuilagi · 10 Tusiata Pisi · 9 Kahn Fotuali'i · 8 George Stowers 52e · 7 Maurie Fa'asavalu · 6 Taiasina Tuifua · 5 Kane Thompson · 4 Daniel Leo 61e · 3 Census Johnston 61e · 2 Mahonri Schwalger (cap.) · 1 Sakaria Taulafo · Remplaçants · 16 Ole Avei · 17 Anthony Perenise 61e · 18 Logovi'i Mulipola · 19 Ofisa Treviranus · 20 Tekori 61e · 21 Augustino Poluleuligaga · 22 George Pisi · Entraîneur · Fuimaono Tafua |

### Galles - Fidji
(mt : 31 - 0)
Homme du match : George North 
Points marqués :
- Pays de Galles : 9 essais de Roberts (5e, 50e), S. Williams (16e), North (31e), Warburton (38e), Burns (58e), Halfpenny (67e), L. Williams (72e), J. Davies (81e), 9 transformations de Priestland (6e, 17e, 33e, 39e, 51e), S. Jones (59e, 68e, 73e, 82e) et 1 pénalité de Priestland (21e)
- Fidji : -

Évolution du score : 7-0, 14-0, 17-0, 24-0, 31-0, 38-0, 45-0, 52-0, 59-0, 66-0
Arbitre : Wayne Barnes 
Résumé
| Pays de Galles · Titulaires · Lee Byrne 15 · 31e George North 14 · 16e Scott Williams 13 · 5e 50e 64e Jamie Roberts 12 · 67e Leigh Halfpenny 11 · 58e Rhys Priestland 10 · 53e Michael Phillips 9 · 53e Toby Faletau 8 · 38e (cap.) Sam Warburton 7 · Ryan Jones 6 · Luke Charteris 5 · 40e Bradley Davies 4 · 58e 73e Adam Jones 3 · 36e Huw Bennett 2 · 73e Gethin Jenkins 1 · Remplaçants · 36e 58e Lloyd Burns 16 · 58e Paul James 17 · 40e Alun Wyn Jones 18 · 53e Andy Powell 19 · 53e 72e Lloyd Williams 20 · 58e Stephen Jones 21 · 64e 81e Jonathan Davies 22 · Entraîneur · Warren Gatland |  | Fidji · Titulaires · 15 Iliesa Keresoni · 14 Albert Vulivuli 69e · 13 Ravai Fatiaki · 12 Gabiriele Lovobalavu 53e · 11 Michael Tagicakibau 79e · 10 Nicky Little · 9 Vitori Buatava · 8 Netani Talei(cap.) · 7 Sakiusa Matadigo 60e · 6 Rupeni Nasiga · 5 Wame Lewaravu · 4 Leone Nakarawa · 3 Setefano Somoca 51e · 2 Sunia Koto 40e · 1 Waisea Nailago · Remplaçants · 16 Viliame Veikoso 40e · 17 Campese Ma'afu 51e · 18 Akapusi Qera · 19 Malakai Ravulo 60e · 20 Nemia Kenatale 79e · 21 Seremaia Bai 53e · 22 Vereniki Goneva 69e · Entraîneur · Sam Domoni |